# 琉球管須蟹
琉球管須蟹（学名：Albunea okinawaensis）为管須蟹科管須蟹屬下的一个种。